# 이력서
이력서(履歷書, résumé, 문화어: 리력서)란 취직을 위한 면접의 기회를 얻기 위해 회사 등 조직에 제출하는 개인의 신상정보, 학력, 경력 등을 시간 순으로 요악 혹은 나열한 문서이다. 영어, 프랑스어로 레쥬메이(résumé)이라고 하며 커리큘럼 바이티(curriculum vitae)를 줄여 CV라고 부르기도 한다. 커리큘럼 바이티보다 짧고 간단한 것이 레쥬메이다.

## 이력서의 성격
채용기관의 채용 담당자가 어떤 사람을 채용하기 위해서 처음으로 접하는 문서가 바로 이력서이다. 이러한 이력서를 가지고 앞으로 면접을 더 볼 것인지를 결정하게 된다. 입사를 위한 지원서인 입사지원서와 구별하여 이야기하기도 한다. 일반 목적의 이력서에는 신상정보, 학력, 경력 등 간단한 정보만이 들어가지만, 목적에 맞게 작성하는 이력서도 있다. 이러한 이력서에는 자신의 직무 적합성을 위한 경력 기술, 직무 경험 등을 상세히 기록하기도 한다. 

## 이력서를 쓰는 방법
이력서를 쓰는 방법은 아래와 같다.
- 사진은 3개월 이내 사진을 사용할 것.
- 주소는 주민등록등본에 등록한 주소를 쓸 것.
- 방언, 비속어, 이모티콘 등은 이력서와 자기소개서에 쓰지 말아야 함. 이력서와 자기소개서의 내용은 채용지원자의 교육수준, 교양을 나타내므로, 국가의 공용어이자 표준언어인 표준어로만 써야 하고, 국어 문법에 맞아야 한다.
- 학력, 경력 등 모든 내용은 솔직하게 쓸 것. 취업난, 경력직 채용 등 다양한 이유로 이력서에 허위사실을 쓰지 않아야 한다. 채용지원자가 허위사실을 씀으로써 자신의 학력, 경력을 속인 것은 채용지원자가 사용자를 속인 잘못이므로 회사규정에 따라 채용을 취소할 수 있으며, 업무능력을 보면 채용자가 서술한 내용이 허위내용임을 알 수 있다.[3]
- 경력은 업무와 관련한 내용을 쓰고, 짧은 경력은 생략할 것.
- 이력서를 전자우편으로 보낼 때에는 워드프로세서 파일 형식이 인사담당자가 읽을 수 있는 워드프로세서 형식이어야 함. 인사담당자가 정한 형식에 맞게 써서, 인사담당자가 쓰는 전자우편에 첨부하여 보내면 됨.
- 이력서 형식은 문방구에서 판매하는 이력서, 인사담당자가 채용계획을 발표하면서 첨부한 형식 모두 쓸 수 있으며, 성, 종교, 학력, 겉모습 등에 따른 차별을 막기 위한 표준이력서처럼 인사담당자가 정한 형식을 첨부했다면, 당연히 인사담당자가 정한 형식에 맞게 쓸 것.
- 자격증은 업무와 연관한 자격증을 적으면 됨.

## 같이 보기
- 구직
- 자기소개서